# Weirdale
Weirdale es un pueblo canadiense situado en la provincia de Saskatchewan.

## Superficie
Weirdale tiene una superficie de 1,2 km².

## Demografía
En 2021, tenía 55 habitantes, una densidad poblacional de 45,7 hab./km², y 33 viviendas.